# Informaciones de Andalucía
Informaciones de Andalucía fue un diario español de carácter vespertino editado en Sevilla entre 1976 y 1977.

## Historia
Fue fundado a finales de 1976, bajo el subtítulo Diario vespertino de información general. En la dirección estaba el periodista Guillermo Medina. La publicación era editada por el grupo editorial Prensa Castellana, e impresa en los talleres del matutino ABC de Sevilla (España). 
Durante su existencia coexistió junto al también vespertino Nueva Andalucía, diario editado en los talleres de El Correo de Andalucía y que también había aparecido por las mismas fechas. Informaciones de Andalucía, sin embargo, no fue muy exitoso entre los lectores sevillanos, por lo que tuvo una tirada limitada. Ello supuso que tuviera una corta existencia que no pasó de los seis meses. Su último número es del 17 de junio de 1977.